# Serena Bonanno
Serena Bonanno (Roma, 20 giugno 1978) è un'attrice italiana.

## Biografia
Nata a Roma dove ha studiato pianoforte e canto presso il Conservatorio Santa Cecilia, dopo l'esordio nel cinema con una piccola parte nel film L'odore della notte (1998), regia di  Claudio Caligari, è protagonista del film Boom (1999), diretto da Andrea Zaccariello.
In seguito lavora in varie fiction televisive, iniziando con una partecipazione a Valeria medico legale (2000), diretta da Gianfranco Lazotti.
Poi recita nella serie televisiva di Canale5 Distretto di polizia (2000), con il ruolo di Nina Moretti. Tra il 2001 e il 2003 interpreta il ruolo di Elena Novelli nella soap opera CentoVetrine, vincendo nel 2002 la Telegrolla d'oro.
Dopo un periodo di lontananza dagli schermi, nel 2006 ritorna in TV partecipando ad un episodio della quinta stagione di Don Matteo dal titolo Giudizio universale. Tra il 2006 e il 2007 è inoltre una componente del cast principale di due serie televisive di Canale5:  Codice rosso e Nati ieri. Entrambe queste due serie, tuttavia, pur potendo vantare un cast di volti dello spettacolo particolarmente celebri, si rivelano dei flop e vengono cancellate alla prima stagione.
Nel 2007 partecipa alla seconda stagione di Provaci ancora prof, diretta da Rossella Izzo e in onda su Raiuno, e nell'episodio Delitto sul mare de Il giudice Mastrangelo 2, regia di Enrico Oldoini, in onda su Canale5.
Nel 2010 gira il cortometraggio La voce sola, con Elena Sofia Ricci e Luigi Diberti, appare nel film Cacao di Luca Rea e prende parte al secondo episodio, dal titolo Centauri, della terza stagione di Rex, nel ruolo di Fabiola Benvenuti (l'episodio è andato in onda il 14 giugno 2011 sul primo canale Rai).
Il 2011 inizia sotto il segno del cinema, dal 4 marzo è nelle sale con il film Una cella in due, con Enzo Salvi e Maurizio Battista. È in TV con il quinto episodio, Il capriolo avvelenato, della serie Un passo dal cielo, al fianco di Terence Hill.
Prende parte al sesto episodio della fiction Fratelli detective trasmesso il 20 giugno 2011 su Canale 5.
Nel 2014 ritorna nella serie televisiva Don Matteo nell'episodio Prova d'amore, con il ruolo di Franca Marinetti, diverso dal precedente ruolo dell'episodio del 2006.
Nel 2018 annuncia il ritiro dalle scene.

## Filmografia

### Cinema
- L'odore della notte, regia di Claudio Caligari (1998)
- Boom, regia di Andrea Zaccariello (1999)
- Cacao, regia di Luca Rea (2010)
- Una cella in due, regia di Nicola Barnaba (2011)

### Televisione
- A caro prezzo – film TV (1999)
- Valeria medico legale – serie TV (2000)
- Distretto di Polizia – serie TV, 25 episodi (2000)
- CentoVetrine – soap opera (2001-2002)
- Codice rosso – serie TV (2006)
- Provaci ancora prof! – serie TV, 6 episodi (2007)
- Il giudice Mastrangelo – serie TV, episodio 2x03 (2007)
- Nati ieri – serie TV, 12 episodi (2006-2007)
- Ho sposato uno sbirro – serie TV, episodio 2x01 (2010)
- Un passo dal cielo – serie TV, episodio 1x05 (2011)
- Rex – serie TV, episodio 3x02 (2011)
- Il restauratore – serie TV, 1 episodio (2012)
- Sabato, domenica e lunedì – film TV (2012)
- Don Matteo – serie TV, episodi 5x21-9x04 (2006-2014)

## Riconoscimenti
- Telegrolla d'oro, come miglior attrice di soap opera (2002)[1]
- Telegatto, vinto dalla produzione di Centovetrine: una copia del Telegatto è stata consegnata alla Bonanno in segno di ringraziamento (2003)